# 2080 Jihlava
2080 Jihlava (1976 DG) là một tiểu hành tinh vành đai chính được phát hiện ngày 27 tháng 2 năm 1976 bởi P. Wild ở Zimmerwald.